# Ökenpipare
Ökenpipare (Anarhynchus leschenaultii) är en liten vadarfågel i släktet strandpipare som häckar i Asien. Den häckar från Turkiet österut till västra Kina och övervintrar i både östra Medelhavsområdet, Afrika, Asien och Australien. Tillfälligt påträffas den i Europa, i Sverige med 20 fynd. IUCN kategoriserar den som livskraftig.

## Utseende och läte
Denna kraftiga pipare är långbent och har en kraftig näbb. Den mäter 19–22 cm på längden. Adulta häckande hanar har gråaktig ovansida och vit undersida och strupe. Nacken, pannan och övre delen av bröstet är rödbrun och den har en svart mask över ögat och vit fläck ovanför näbben omgärdad av svart bård. Honan är mer dämpad i färgerna, och i vinter- och juvenil dräkt saknar den de brunröda partierna, förutom en antydan på pannan. Benen är grönaktiga och näbben svart.

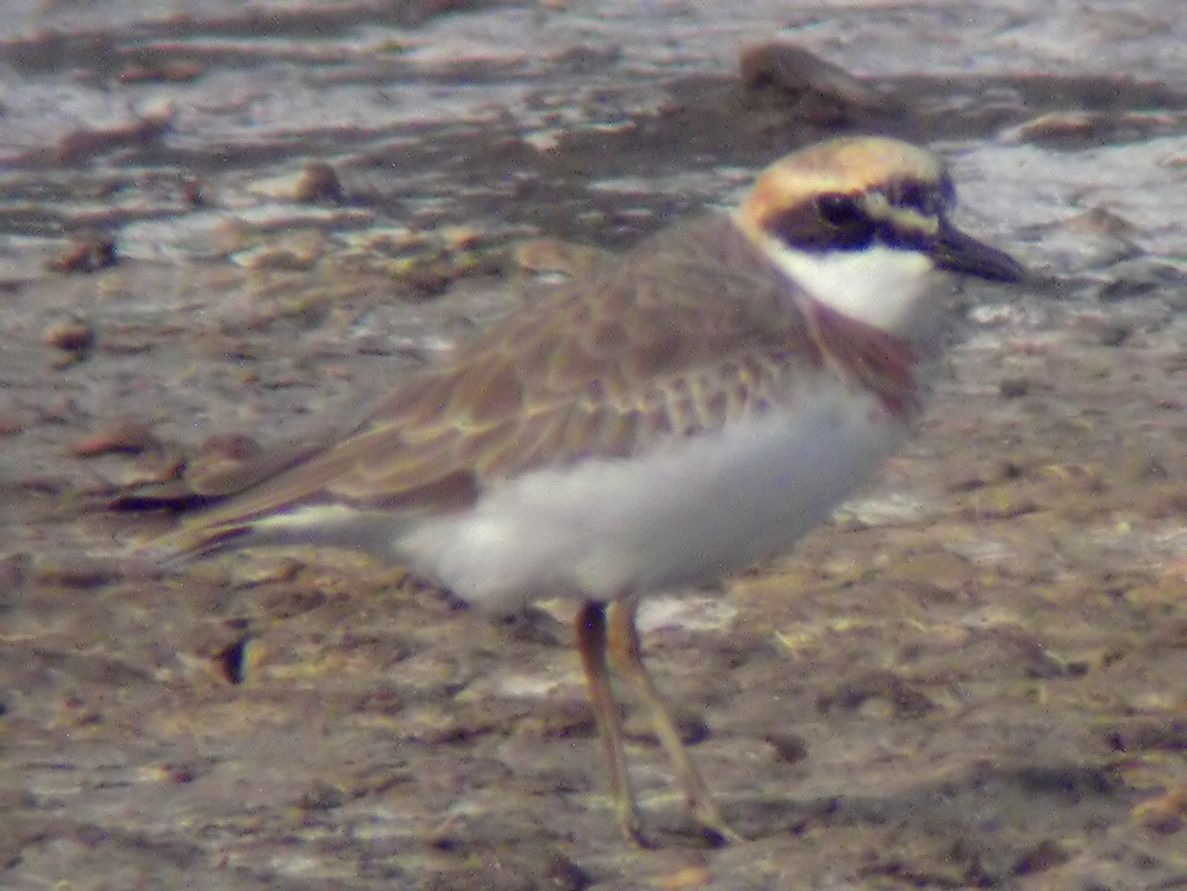
Adult hane i häckningsdräkt.

I alla dräkter påminner den om de likaledes asiatiska arterna kamtjatkapipare (A. mongolus) och tibetpipare (A. atrifrons), fram tills nyligen behandlade som en och samma art, mongolpipare. Dessa skiljer sig i kroppsbyggnad och storlek: något mindre, proportionellt större huvud, mindre och trubbigare näbb samt mörkare ben med kortare tibia. Dessutom har de i häckningsdräkt annorlunda vit teckning i ansiktet, tydligare vitt vingband och oftast mörkare ben.
Dess flyktläte är en mjukt drillande läte som påminner om roskarlens och spovsnäppans.

## Utbredning och systematik
Ökenpiparen är en flyttfågel som häckar ifrån Turkiet och österut genom Centralasien. Den är en långflyttare som övervintrar i Afrika, södra Asien och Australasien. Den är en sällsynt gäst i Västeuropa där den har observerats så långt väster och norrut i Europa som Storbritannien, Frankrike och Skandinavien, med 20 fynd i Sverige till och med 2020.

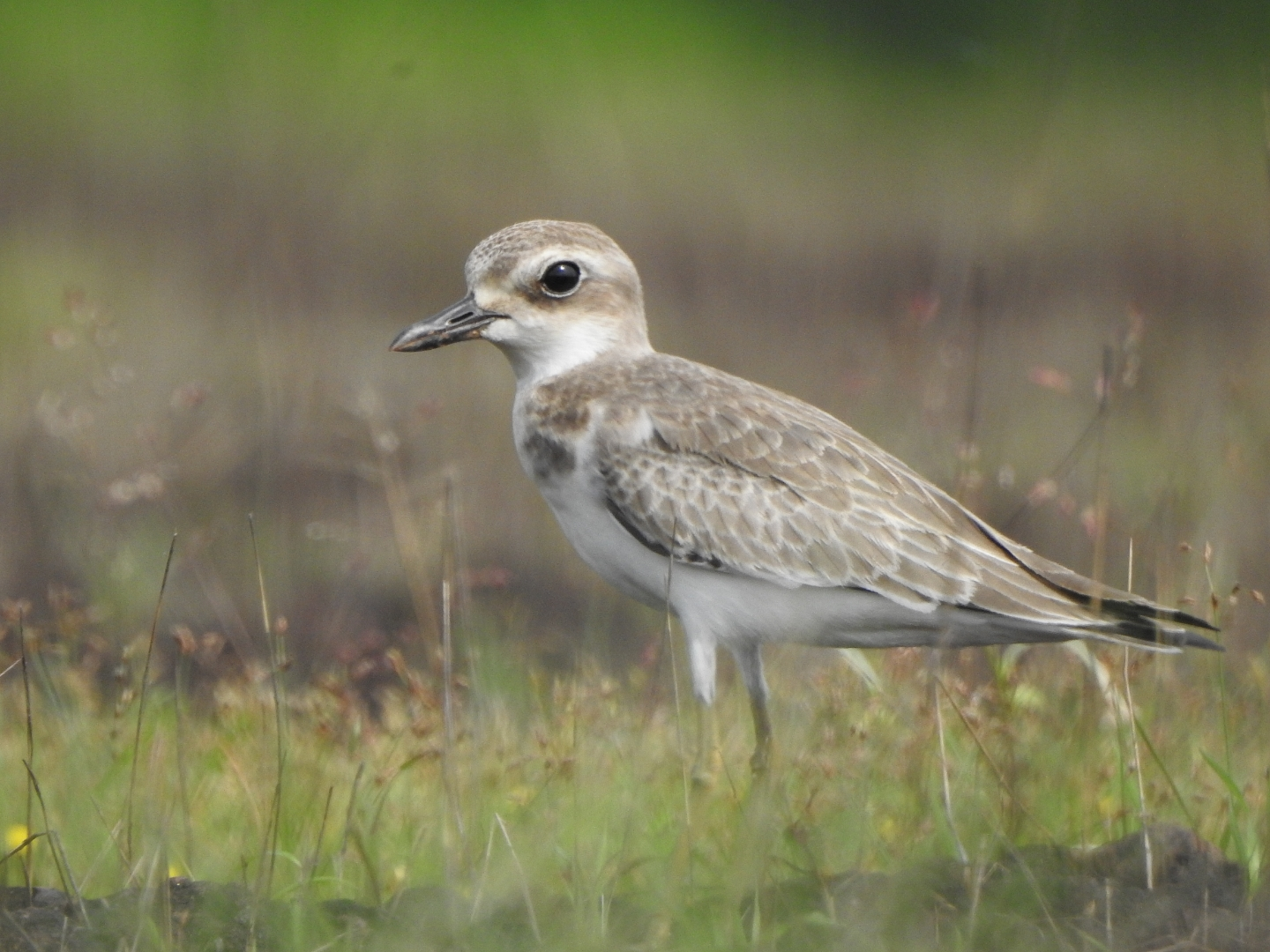
Ökenpipare fotograferad i övervintringsområdet, här i Kerala, Indien.

Vid två tillfällen har den även observerats i Amerika.
Arten delas vanligtvis upp i tre underarter med följande utbredning:
- Charadrius leschenaultii columbinus – häckar från Turkiet till södra Afghanistan; övervintrar vid sydöstra Medelhavet och Röda havet
- Charadrius leschenaultii crassirostris – häckar från området öster om Kaspiska havet till sydöstra Kazakstan; övervintrar så långt söderut som Sydafrika.
- Charadrius leschenaultii leschenaultii – nominatformen häckar från västra Kina till södra Mongoliet och södra Sibirien; övervintrar i Australasien

### Släktskap och släktestillhörighet
Ökenpiparen är närmast släkt med kamtjatkapipare (A. mongolus) och tibetpipare (A. atrifrons). Dessa behandlades fram tills nyligen som en och samma art, mongolpipare. En studie av mitokondriellt DNA och helgenomsekvensering av mongolus-gruppen, atrifrons-gruppen och leschenaultii-gruppen visade att mongolpipare var parafyletisk, då alla individer från den nordliga mongolus-gruppen var närmare släkt med ökenpipare än med de sydliga mongolpiparna från atrifrons-gruppen. Studien omfattade även akustiska analyser av de tre grupperna som visade att det med säkerhet går att särskilja de tre baserat på deras läten. Utifrån dessa data, tillsammans med skillnader i dräkt och morfologi, delade därför BirdLife Sverige taxonet mongolpipare upp i två arter i oktober 2022.
Dessa tre arter bildar en grupp tillsammans med kaspisk pipare och orientpipare. Hittills har dessa placerats i Charadrius, men flera genetiska studier har visat att arterna i släktet inte är varandras närmaste släktingar. Istället är en stor grupp strandpipare, däribland ökenpiparen, närmare släkt med vipor i Vanellus och andra udda pipare som australiska inlandspiparen (Peltohyas australis) och nyzeeländska snednäbben (Anarhynchus frontalis) än med typarten för släktet större strandpipare.  Tongivande Clements m.fl. implementerade 2023 dessa resultat i sin systematik, vilket medfört att denna grupp lyfts ur Charadrius och istället förenats med snednäbben i släktet Anarhynchus.

## Ekologi
Ökenpiparen är en typisk flockfågel som födosöker i grupper om 2-50 individer men kan ibland ansamlas i flockar på upp till 1000 individer när de vilar.

### Biotop
Under häckningsperioden förekommer den främst i öppna, torra, trädlösa och obrukade biotoper på höjder upp till 3000 meter över havet, ofta på torra sjöbottnar, torkad lera, vid upptorkade och överväxta saltvattendammar, och på steniga slätter nära bergsområden i öken och halvöken. De häckar oftast i närheten av vatten men kan också under häckningsperioden förekomma längre ifrån vatten. Under vinterhalvåret föredrar den kustbiotoper där den förekommer på stränder, vid laguner med sand- eller lerbankar och vid steniga öar.

### Föda
Under häckningsperioden lever de främst av insekter och deras larver. I vinterkvarteren lever de i stället främst av sniglar, kräftdjur och ringmaskar. Den födosöker genom att springa en kortare sträcka och stanna upp och plocka med näbben, istället för den vanligare födosökningstekniken hos vadare, där de mer systematiskt plockar i marken med näbben.

### Häckning

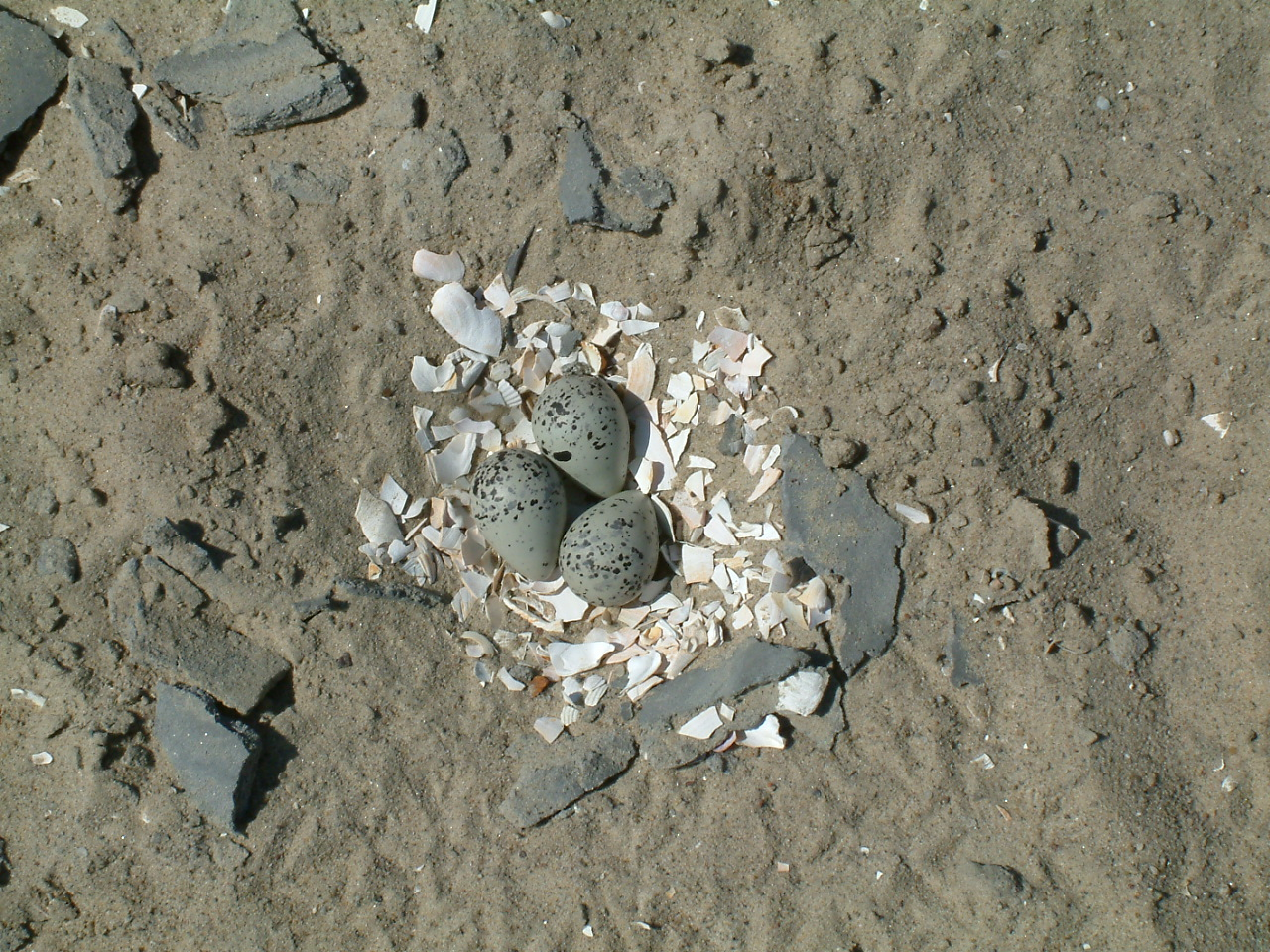
Ökenpiparens rede direkt på marken.

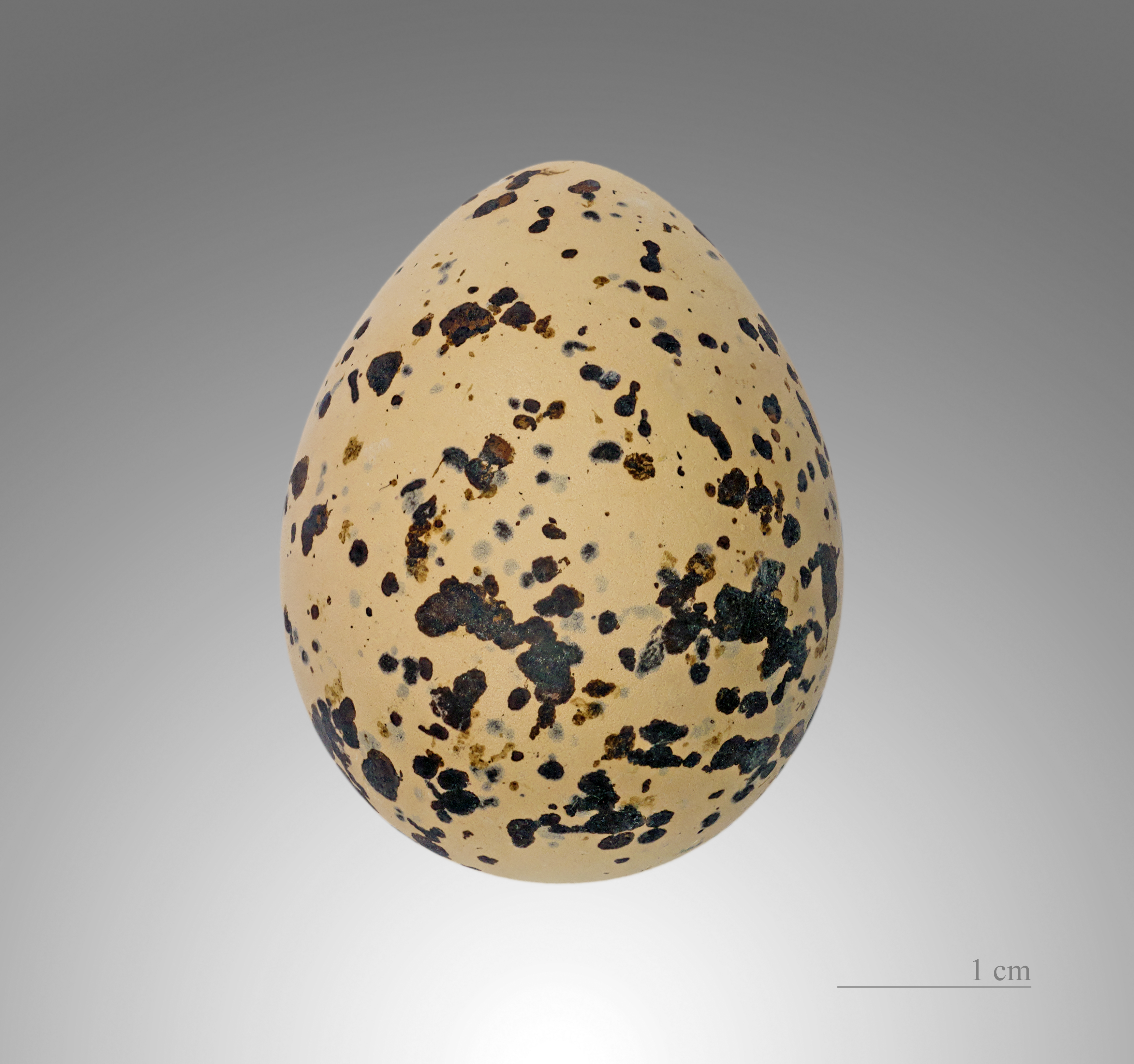
Ägg från ökenpipare.

Ökenpiparen lägger en kull per häckningssäsong, vanligtvis med 3 ägg direkt på marken i en uppskrapad grop. Äggen ruvas i genomsnitt i 24 dygn av båda föräldrarna som också tar hand om ungarna tillsammans.

### Flyttning
Ökenpiparen är en långflyttande flyttfågel som trots detta kan tillryggalägga hela flyttsträckan utan stopp. I mitten av juni till början av augusti, efter häckningen, samlas den i flockar och den når sina vinterkvarter mellan mitten av juli och november. Adulta och icke-häckande individer anländer före juvenilerna. De populationer som övervintrar i Sydostasien påbörjar sin flytt norrut i slutet av februari med flest flyttande fåglar i mars till början av april. De börjar anlända till häckningsområdena från mitten av mars till maj. De populationer som övervintrar i östra Afrika och södra Asien lämnar sina vinterkvarter från mitten av april till början av maj. De flesta av de subadulta individerna stannar hela året i vinterkvarteret.

## Ökenpiparen och människan

### Status och hot
Ökenpiparen har ett mycket stort utbredningsområde och populationen är mycket stor. Populationstrenden är inte känd men den tros inte minska så pass mycket i antal att arten skulle vara hotad. IUCN kategoriserar den därför som livskraftig (LC). Ökenpiparen ingår i Agreement on the Conservation of African-Eurasian Migratory Waterbirds (AEWA).

### Namn
Dess vetenskapliga artepitet har den tilldelats för att hedra den franske botanisten Jean Baptiste Leschenault de la Tour. Det svenska namnet ökenpipare användes första gången av Sveriges ornitologiska förening 1949. Den har även kallats asiatisk pipare.